# Raciborowice-Kolonia
Raciborowice-Kolonia – kolonia w Polsce położona w województwie lubelskim, w powiecie chełmskim, w gminie Białopole. Leży koło wsi Raciborowice.
W latach 1975–1998 miejscowość administracyjnie należała do województwa chełmskiego. Nazwa Raciborowice-Kolonia obowiązuje od 1970 roku. 
Kolonia jest sołectwem w gminie Białopole. Według Narodowego Spisu Powszechnego z roku 2011 kolonia liczyła 221 mieszkańców i była piątą co do liczby ludności miejscowością gminy.
Wierni Kościoła rzymskokatolickiego należą do parafii Wniebowzięcia Najświętszej Maryi Panny w Buśnie.